# Paracladopelma undine
Paracladopelma undine är en tvåvingeart som först beskrevs av Henry Keith Townes, Jr. 1945.  Paracladopelma undine ingår i släktet Paracladopelma och familjen fjädermyggor. Arten är reproducerande i Sverige. Inga underarter finns listade i Catalogue of Life.